# Por (roślina)
Por (Allium ampeloprasum L.) – gatunek rośliny dwuletniej z rodziny amarylkowatych (podrodzina czosnkowe). Pochodzi z Azji Mniejszej. Uprawiano ją w celach konsumpcyjnych w starożytnym Egipcie, Grecji i Rzymie. Na tereny Polski trafiła w średniowieczu. Jest jednym z symboli narodowych Walii.

## Morfologia
ŁodygaJest bardzo skrócona – tworzy tzw. piętkę.
LiściePłaskie i wydłużone.
KwiatyW drugim roku wegetacji wyrastają wysokie nawet na 2 m pędy kwiatostanowe wydające białe lub białoróżowe kwiaty zebrane w baldachy.
OwoceNasiona czarne, pomarszczone 350–400 szt./g.
System korzeniowyWiązkowy, silnie rozwinięty, większość korzeni sięga 20 cm w głąb gleby, niektóre nawet 125 cm.

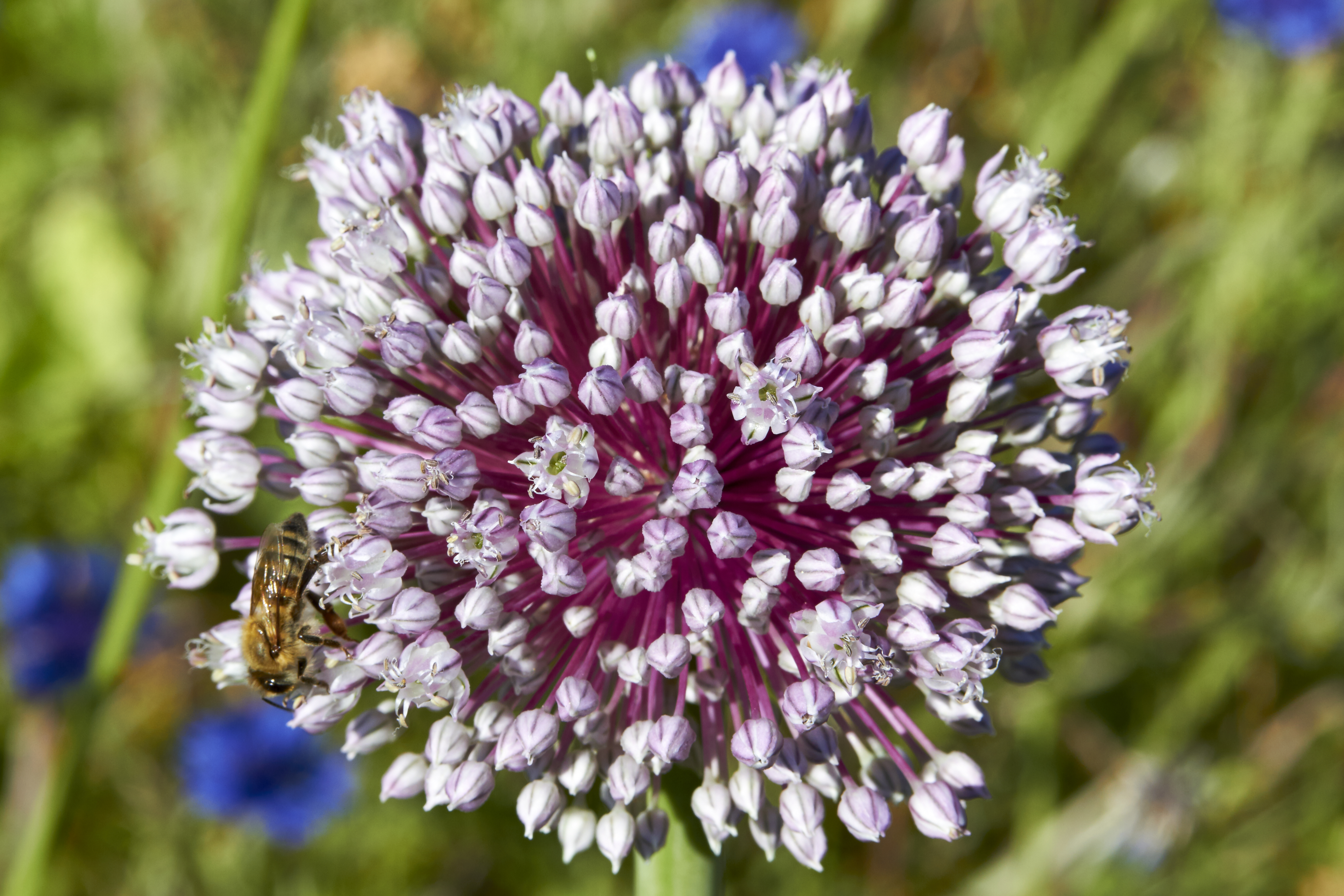
Kwiatostan
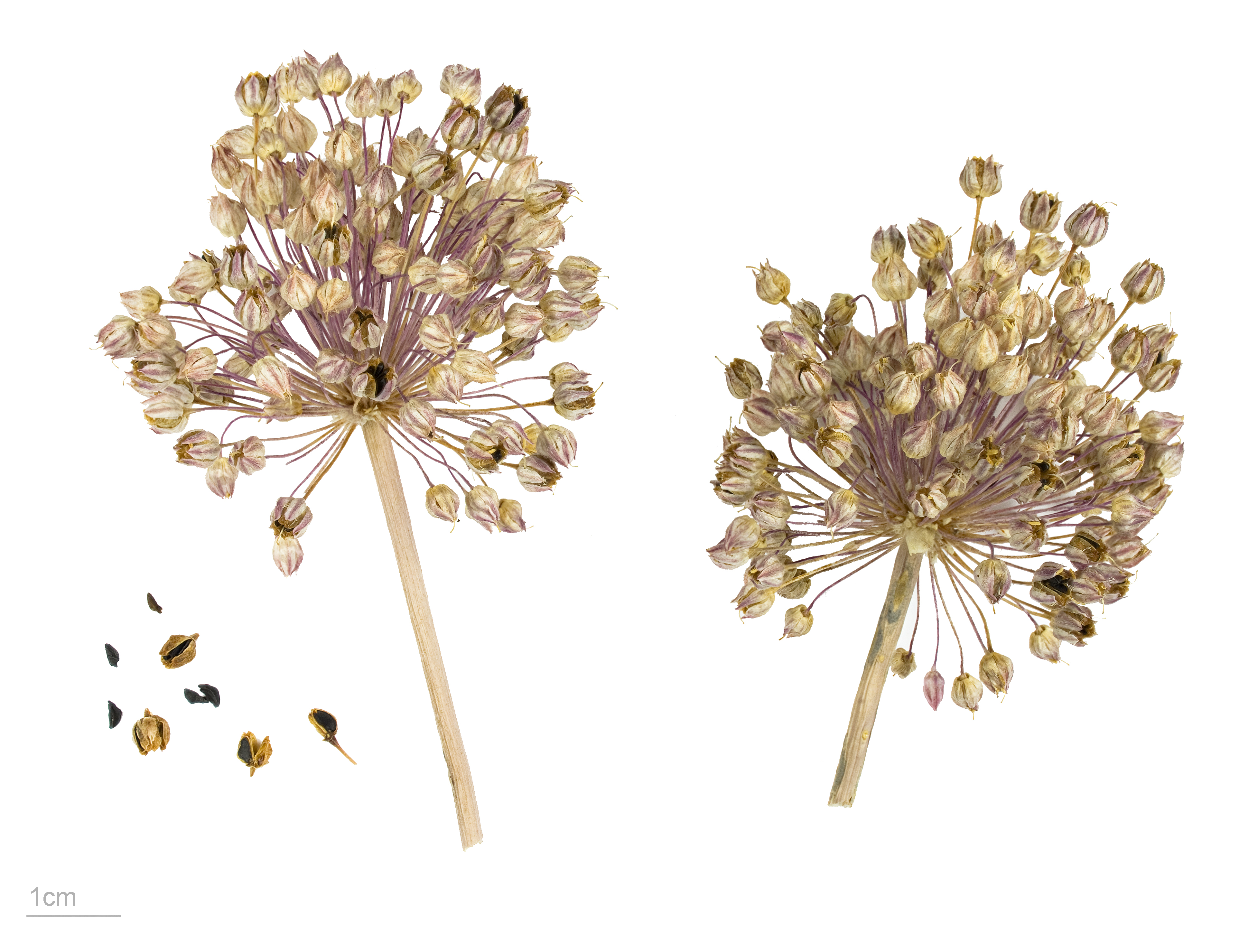
Owocostany, nasiona

## Systematyka, zmienność i nazewnictwo
Gatunek por Allium ampeloprasum L. należy do rodzaju czosnek Allium L. zaliczanego w systemie APG do podrodziny czosnkowych Allioideae Herbert, do rodziny amarylkowatych Amaryllidaceae J. St.-Hil.
SynonimyAllium adscendens Kunth, Allium albescens Guss., Allium ascendens Ten., Allium babingtonii Borrer, Allium bertolonii De Not. Allium byzantinum K.Koch, Allium durieuanum Walp., Allium gasparrinii Guss., Allium holmense Mill. ex Kunth, Allium kurrat Schweinf. ex K.Krause, Allium laetum Salisb., Allium porraceum Gray, Allium porrum L., Allium pylium De Not., Allium scopulicola Font Quer, Allium spectabile De Not., Allium syriacum Boiss. Allium thessalum Boiss., Porrum amethystinum Rchb., Porrum ampeloprasum (L.) Mill., Porrum commune Rchb., Porrum sativum Mill.
PodtaksonyThe Plant List uznaje za synonimy nazwy gatunkowej także szereg nazw podtaksonów tego gatunku, wyróżnianych jako podgatunki, odmiany lub formy: Allium ampeloprasum var. babingtonii (Borrer) Syme, A. a. var. bertolonii (De Not.) Nyman, A. a. var. bulbiferum Syme, A. a. var. bulgaricum Podp., A. a. var. caudatum Pamp., A. a. var. gasparrinii (Guss.) Nyman, A. a. var. gracile Cavara, A. a. subsp. halleri Nyman, A. a. var. holmense Asch. & Graebn., A. a. f. holmense (Asch. & Graebn.) Holmboe, A. a. subsp. porrum (L.) Hayek, A. a. var. porrum (L.) J.Gay, A. a. var. pylium (De Not.) Asch. & Graebn., A. a. subsp. thessalum (Boiss.) Nyman, A. a. var. wiedemannii Regel.
Odmiany uprawne
- Wczesne:  'Jolant' ,  'Varna'  (rośliny wysokie, cienkie, zgrubienie cebulowe wydatne),  'Bluevetia'  (łodyga rzekoma gruba 20–25 cm, pokrój półwzniesiony).
- Średnio-wczesne:  'Longina'  (liście z niebieskim odcieniem, nieobecne zgrubienie cebulowe, łodyga rzekoma 20–25 cm),  'Pinola'  (brak cebuli, długa część biała liści, dalej liście ciemnozielone),  'Profina' ,  'Arcona' ,  'Alita' .
- Późne (mogą zimować w polu):  'Blizzard'  (cebula wyraźnie zaznaczona),  'Arkansas' ,  'Clasina'  (liście niebieskozielone),  'Carina'  (liście o intensywnym niebieskozielonym zabarwieniu),  'Patryk'  (liście szarozielone, bardzo późna odmiana).

## Zastosowanie

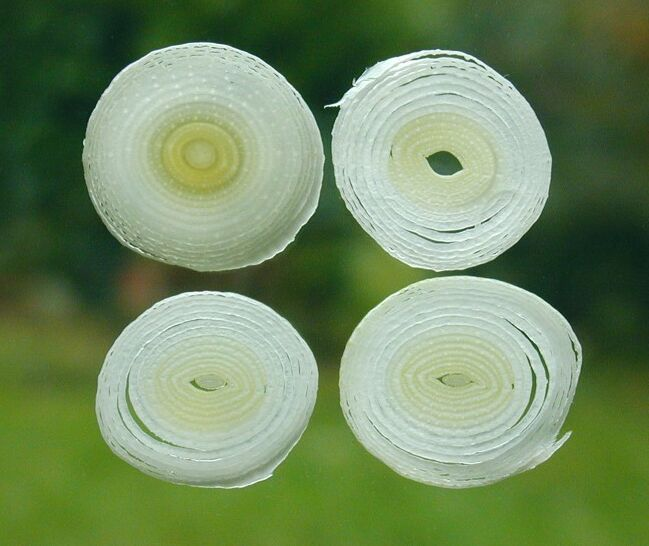
Poprzeczny przekrój pędu

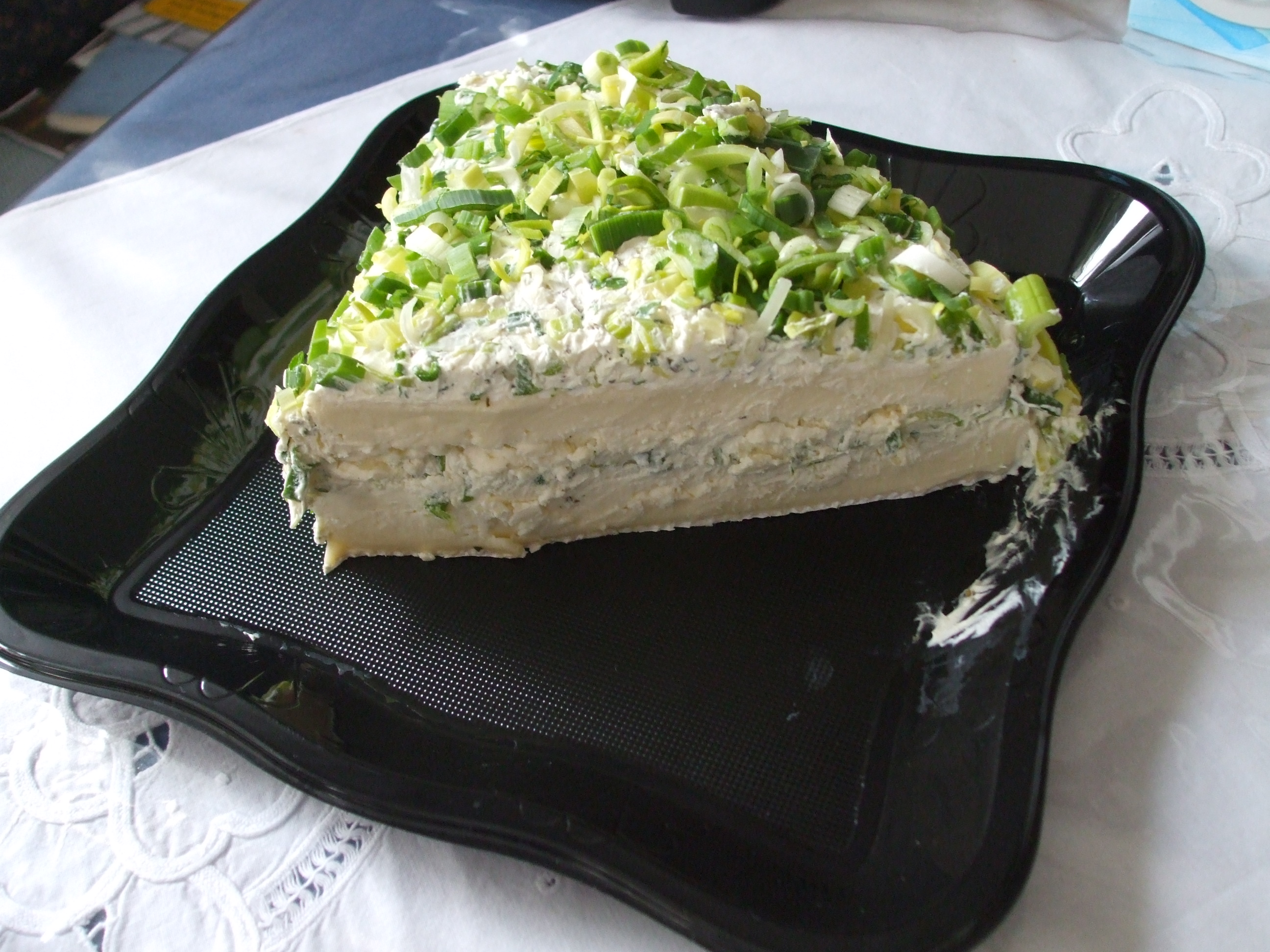
Ciasto z sera i porów

Roślina jadalnaUprawiany jako warzywo. Zawiera ok. 12% suchej masy, w tym 2% białek, 10% węglowodanów. Zawiera także fosfor, wapń, nieco witaminy C, w niewielkich ilościach witaminy B1, B2, karoten i kwas nikotynowy. Wartość energetyczna 100 g: 197 kJ.

## Wartość odżywcza
| Ilość aminokwasów w 100 g | Ilość aminokwasów w 100 g |
| Nazwa                     | Ilość w mg                |
| ------------------------- | ------------------------- |
| Izoleucyna                | 102                       |
| Leucyna                   | 193                       |
| Lizyna                    | 138                       |
| Metionina                 | 48                        |
| Cystyna                   | 36                        |
| Fenyloalanina             | 134                       |
| Tyrozyna                  | 101                       |
| Treonina                  | 114                       |
| Tryptofan                 | 32                        |
| Walina                    | 136                       |
| Arginina                  | 137                       |
| Histydyna                 | 53                        |
| Alanina                   | 129                       |
| Kwas asparaginowy         | 247                       |
| Kwas glutaminowy          | 274                       |
| Glicyna                   | 111                       |
| Prolina                   | 116                       |
| Seryna                    | 98                        |

## Uprawa

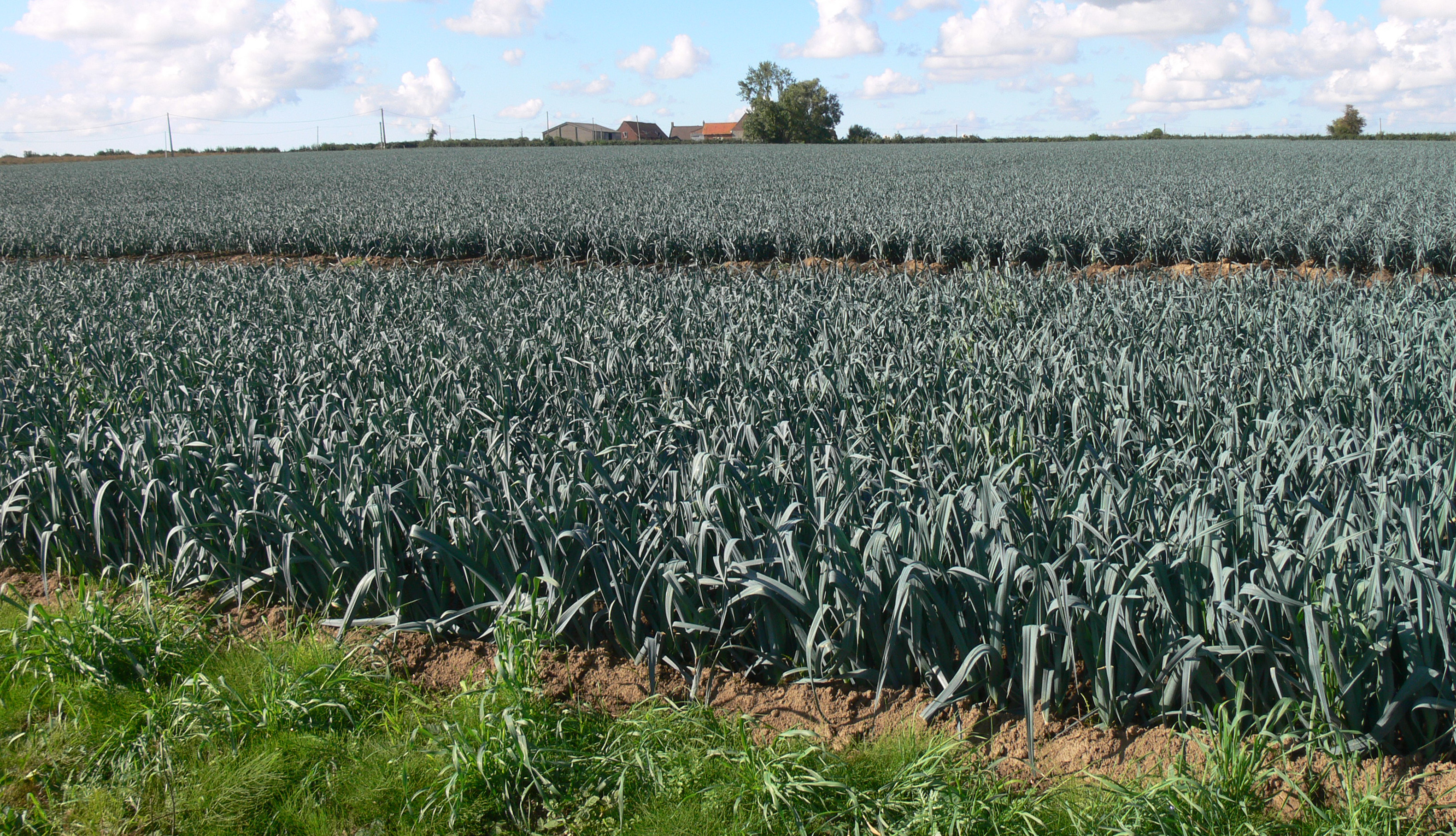
Uprawa w północnej Francji

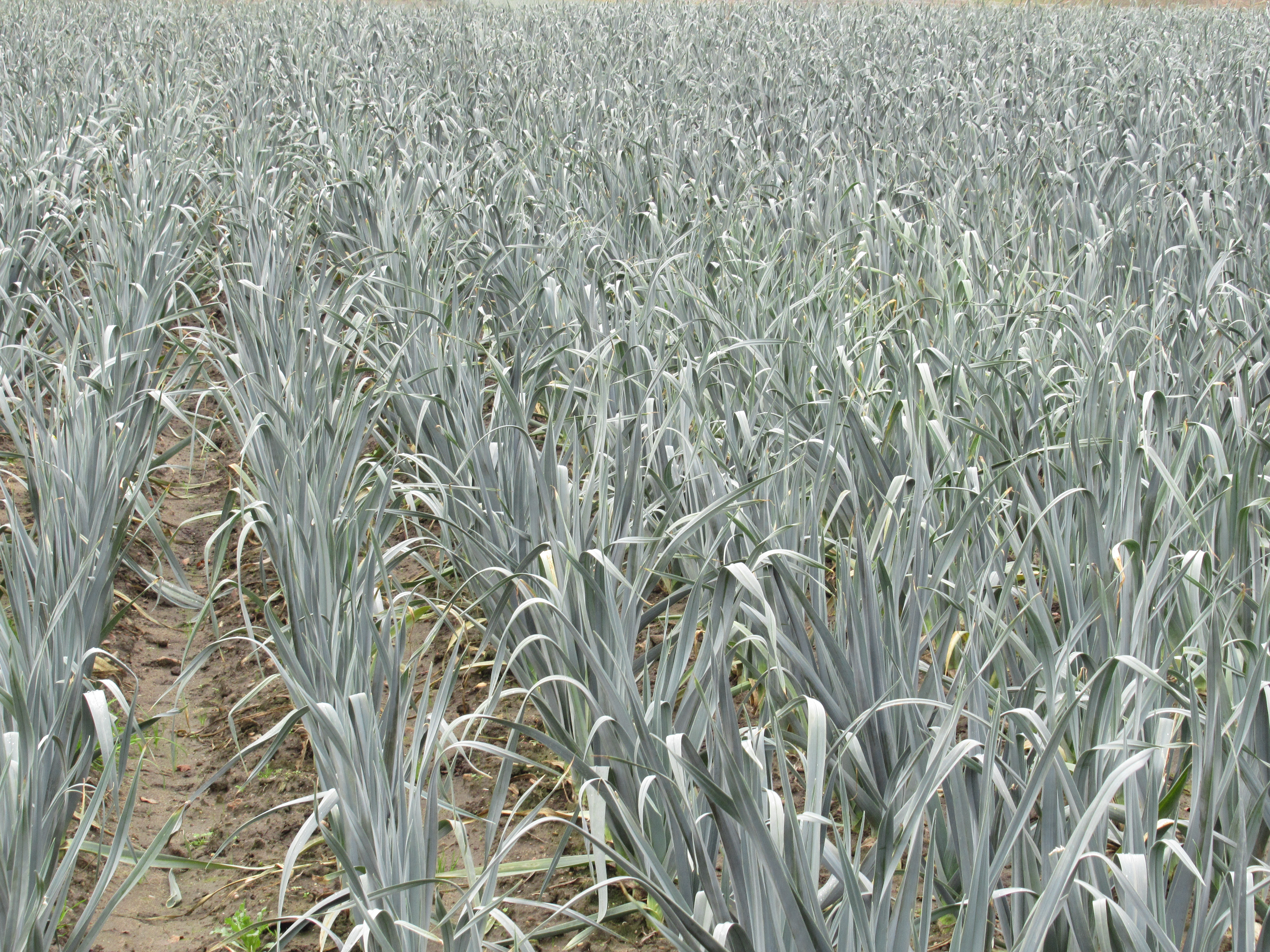
Pole porów w Tumie pod Łęczycą (2022)

Historia uprawyJako roślina uprawna znany od czasów biblijnych. Uprawiano go w celach konsumpcyjnych w starożytnym Egipcie, Grecji i Rzymie. Na tereny Polski trafił w średniowieczu.
WymaganiaPor nie ma dużych wymagań cieplnych – kiełkuje już przy 3–4 °C. Optimum temperatury wynosi 15–20 °C. Wytrzymuje temperatury do −15 °C. Ma duże wymagania wodne – jest szczególnie wrażliwy na suszę w czasie kiełkowania. Lubi wilgotne powietrze i stanowiska słoneczne. Uprawia się go najczęściej w drugim roku po nawożeniu obornikiem.

## Obecność w kulturze i symbolice
Por jest jedną z roślin biblijnych. Wymieniany jest w Księdze Liczb (11,5-6) i w wielu innych miejscach Biblii. Jest jednym z symboli narodowych Walii.
Uwieczniony w martwych naturach Emmanuela Zamora (1840–1919) pt. „Alho-porro”, Fritza Westendorpa (1867–1926) czy Carla Schucha (1846–1903).

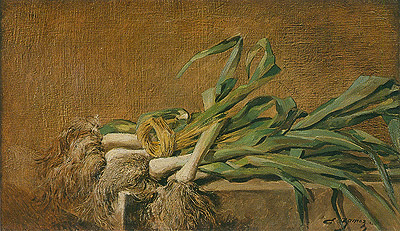
Emmanuel Zamor
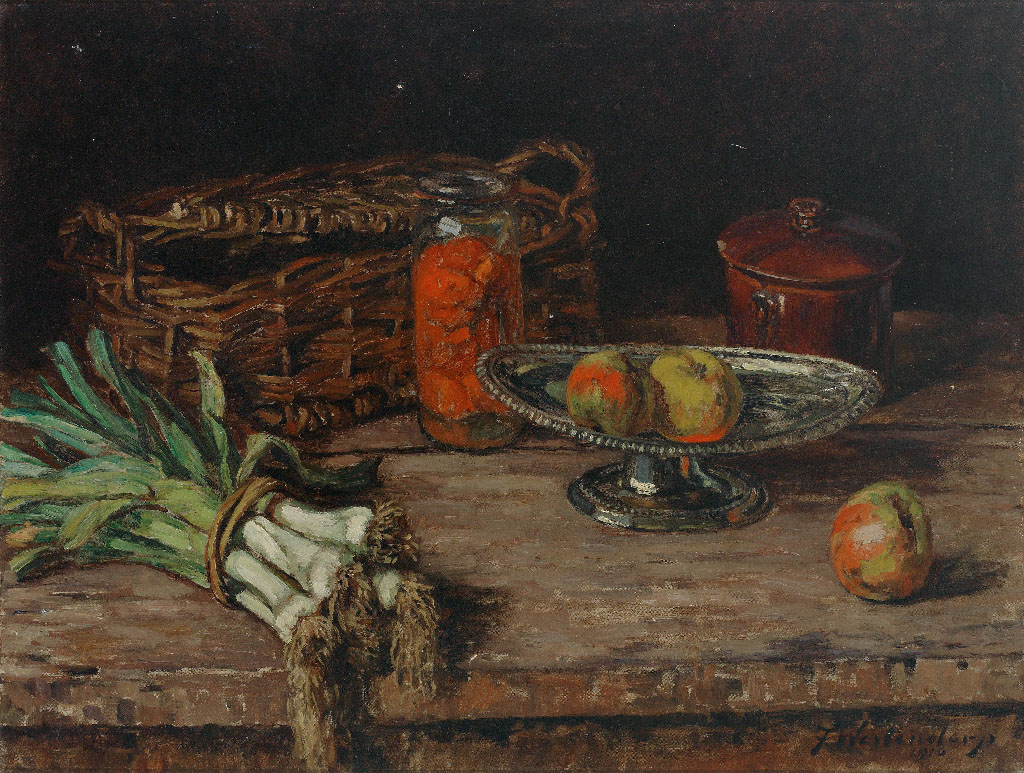
Fritz Westendorp
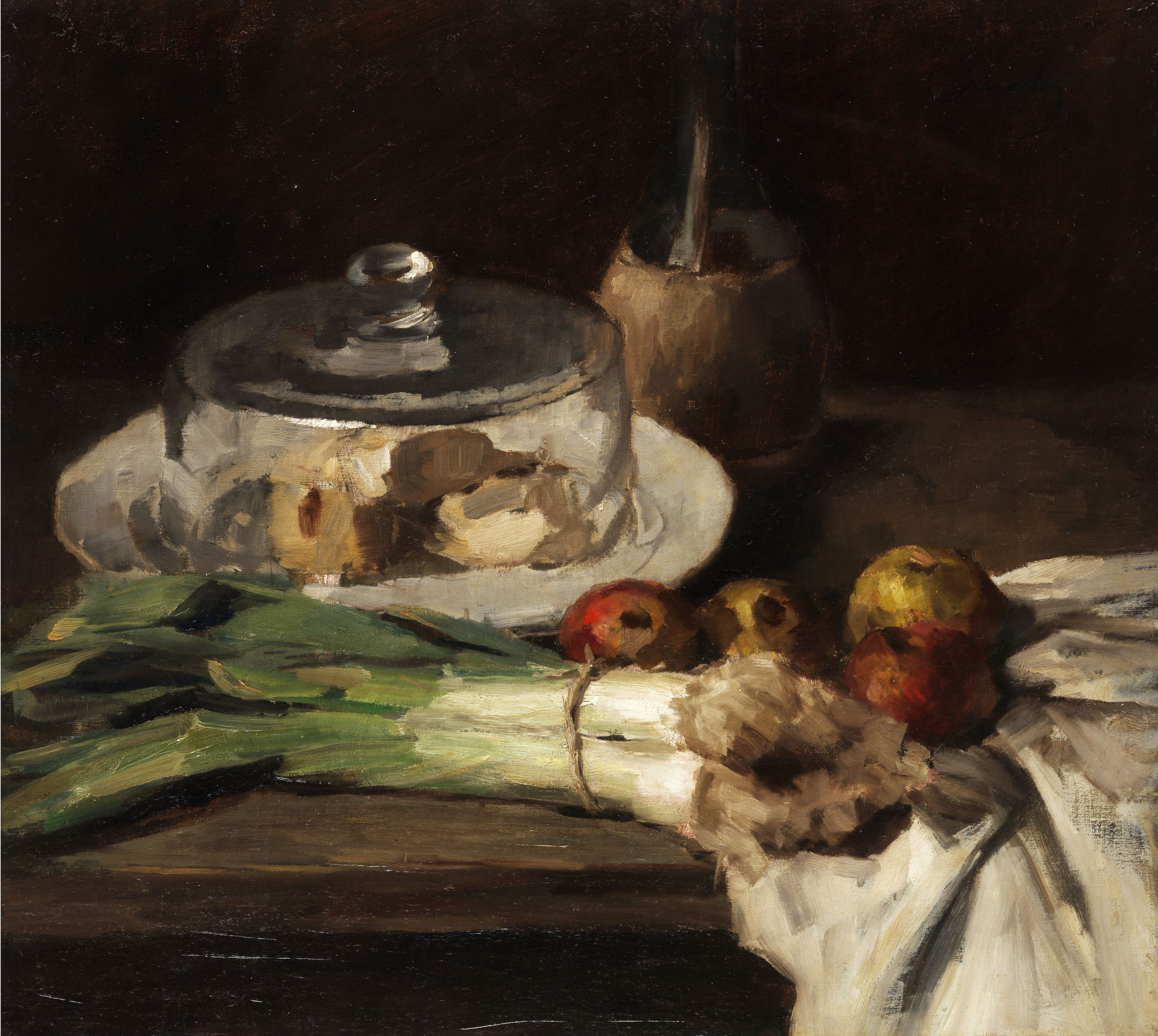
Carl Schuch